# 内反性乳頭腫
尿路原発の内反性乳頭腫（ないはんせいにゅうとうしゅ、英Inverted papilloma)は、腎盂、尿管、膀胱、近位尿道の尿路上皮（＝移行上皮）に被覆された部位に好発する良性腫瘍である。腎尿路系の良性新生物に包含されている（ICD10コードはD303, 病名変換用コードはJDMN）。1963年に膀胱の内反性乳頭腫として独立した疾患であることが最初に提唱された。以後、病理組織学的特徴や臨床所見に基づき良性尿路上皮腫瘍として認知されるようになった。外向性発育する低悪性度の乳頭状尿路上皮癌（英urothelial carcinoma）との鑑別が重要である。

## 疫学
尿路上皮癌よりはるかに稀な疾患である。日本の大学病院での症例研究を参照すると、27年間で48例の尿路系内反性乳頭腫が記載されている（Asano K et al, 2003）。同報告によれば患者年齢は24-82歳（平均56歳）であった。同様な傾向は欧米や他のアジア諸国からの報告でも共通している。ただし10歳代での発症例も少数記載されている。性別では男性に多い。喫煙歴、職業歴との関係は明らかでない。発生部位は圧倒的に膀胱三角部または膀胱出口部が多いが、尿管、腎盂粘膜、近位尿道にも発生する。尿路系以外では子宮頚管での類似腫瘍の発生が報告されている（Zamecnik M et al, 2002）。

## 症状
無症候性血尿または下部尿路閉塞のいずれかである。尿管原発例では上部尿路閉塞により水腎症の原因になる。

## 病理組織学的特徴
肉眼的には単発性が多く長径3mmから30mmの亜有茎性ポリープのことが多い（Chang CW et al, 2005）。二ヶ所に同時性または異時性に多発した例も報告されている。ポリープ表面は異型のない尿路上皮が被覆している。病巣は境界明瞭で、粘膜固有層に帯状または重積梁状に尿路上皮細胞の密な増殖が認められる。胞巣周囲の細胞は柵状配列を示す。
個々の細胞は類円形ないし長楕円形で、細胞異型は認められない。胞巣中心の腺様分化がしばしば認められる。繊細な線維性間質が介在している。免疫組織化学的にはp53の過剰発現は認められない。また、浸潤性尿路上皮癌で発現するアクチン結束蛋白であるFascin-1も陰性である（Tong GX et al, 2005）。

## 鑑別疾患リスト
低悪性度の乳頭状尿路上皮癌との鑑別を要する。粘膜固有層に胞巣状浸潤を示す尿路上皮癌との鑑別は特に注意を要する。内反性乳頭腫の一部に核小体の明瞭化、異型扁平上皮胞巣、異形成、変性による多核細胞の出現がある例も検討されているが、切除後の再発や尿路上皮癌への移行例は認められていない（Broussard JN et al, 2004）。こうした例は異型を伴う内反性乳頭腫として取り扱うことが推奨されている。

## 尿路内反性乳頭腫の発生論
組織学的な類似から増殖性膀胱炎であるBrunn胞巣（Brunn’s nest）や腺性膀胱炎（cystitis glandularis）との関係が指摘されている。膀胱三角部や近位尿道に好発する点でも類縁性がある。ヒトパピローマウイルス（HPV）の感染との関係については、HPV type 18がPCRで陽性であったというデータが香港から報告されている（Chan KW et al, 1997）。

## 治療
膀胱鏡下での腫瘍の完全摘除（transurethral resection）が有効である。化学療法、放射線療法は適応外である。

## 予後
良性腫瘍と考えられているが、切除時または切除後に尿路上皮癌を合併する例も報告されている。したがって経過観察は必須である。